# Neue Terrasse

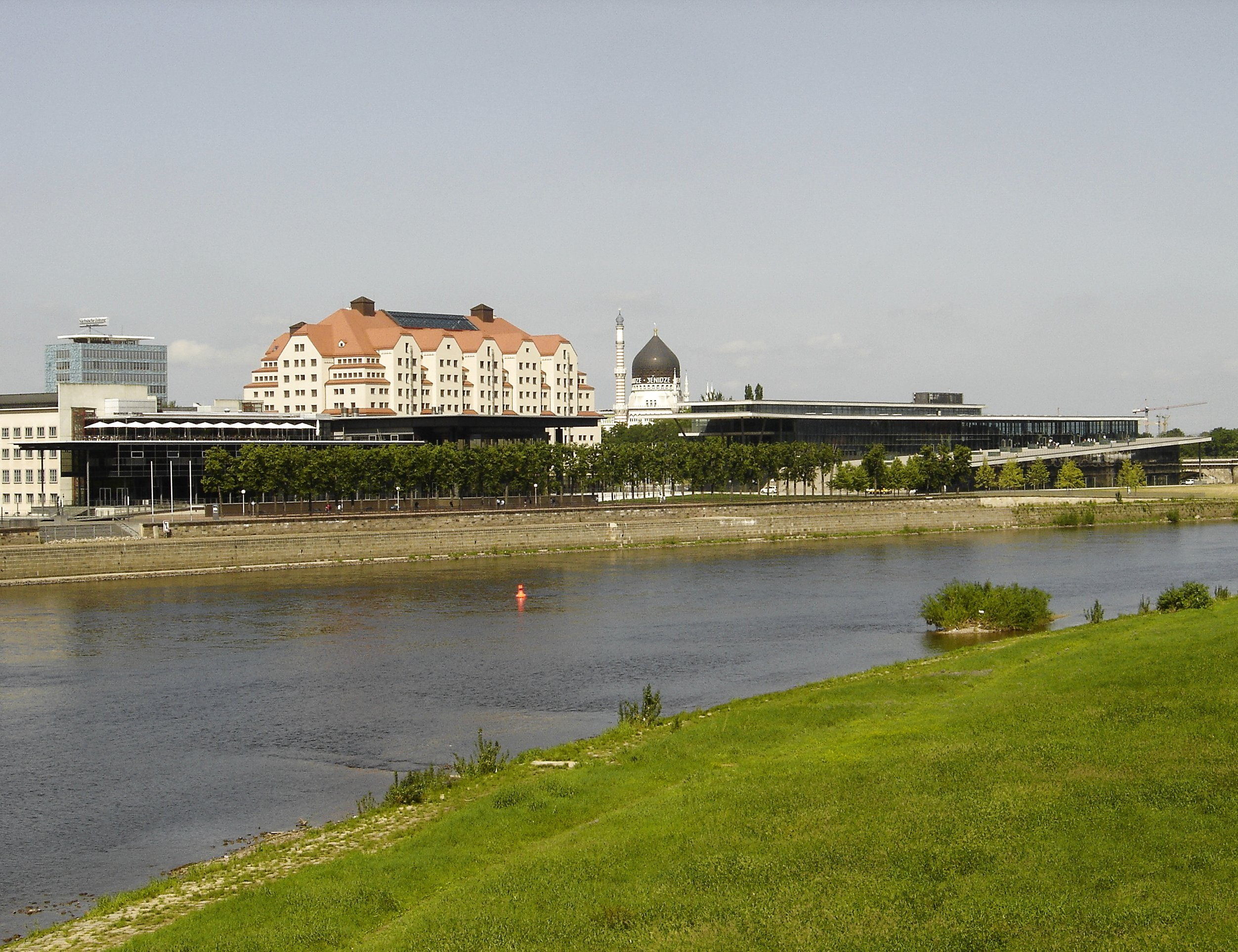
Gesamtansicht der Neuen Terrasse von der Augustusbrücke aus gesehen

Die Neue Terrasse ist ein Gebäudeensemble in Dresden. Sie lehnt sich namentlich an die Brühlsche Terrasse an und setzt diese in westlicher Richtung fort. Die Neue Terrasse ist genau wie die Brühlsche Terrasse eine Fußgängerstraße am Elbufer.

## Lage
Die Neue Terrasse liegt in der Wilsdruffer Vorstadt auf linker Elbseite. Am Ufer der Neuen Terrasse fließt die Elbe in nordwestliche Richtung, so dass die Neue Terrasse im Süden durch den Bernhard-von-Lindenau-Platz und das Ende des Terrassenufers sowie im Südwesten durch die Devrientstraße und das Ostra-Ufer (Straße) begrenzt wird. Im Nordwesten schließt die Marienbrücke die Terrasse ab.
Historisch liegt das Gelände auf einem alten Vorwerk der Stadtfestung, das sehr lange als „Kleines Ostragehege“ bezeichnet wurde. Anfang des 20. Jahrhunderts wurde das Gebiet industriell genutzt und besaß einen Bahnanschluss. Das gesamte Gebiet schließt unmittelbar an historische Gebäude wie den Zwinger und die Semperoper an.

## Bebauung

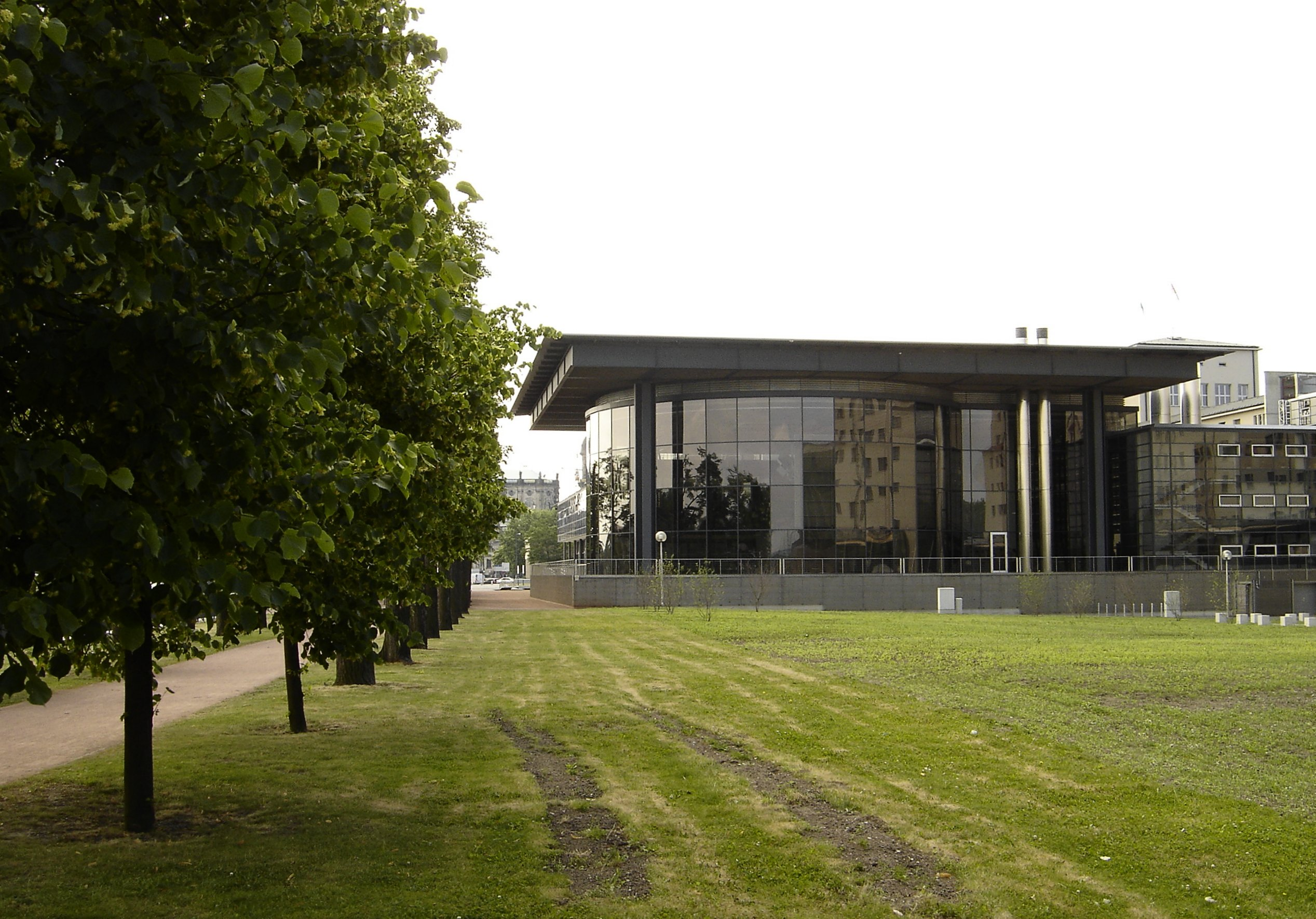
Der Plenarsaal des Landtags

Die Bauwerke an der Neuen Terrasse gehören zu den herausragenden Bauwerken der Moderne in Dresden. Sie entstanden zwischen 1913 und 2004 und stehen auf Grund ihrer Höhe in direkter Sichtbeziehung zu historischen Bauwerken der Altstadt.

### Bauwerke
Östlich beginnend liegt der Plenarsaal und Glasflügel des Sächsischen Landtags an der Elbe. Der Haupteingang des Gebäudes liegt am Bernhard-von-Lindenau-Platz. Die Flügel, in denen die Arbeitszimmer der Abgeordneten liegen, wurden 1928 bis 1931 im Bauhaus-Stil errichtet. Die neuen Teile, die zwischen 1991 und 1994 entstanden, werden vor allem von Glas dominiert.
An den Landtag schließt der Erlweinspeicher an. Als Lagerhaus zwischen 1913 und 1914 erbaut, ist er nicht nur ein Relikt der industriellen Ära in direkter Blickbeziehung zum Zwinger und zur Brühlschen Terrasse, sondern auch das älteste Gebäude des Ensembles. Hans Erlwein gelang über die Feingliederung des Dachs eine unauffällige Einbettung des sehr hohen Stahlbetonbauwerks in die Dresdner Innenstadt. Nachdem er sehr lange ungenutzt geblieben war, wurde der Erlweinspeicher von 2004 bis 2006 vollständig erneuert und im Innenraum umgebaut, so dass er nun von der Maritim Hotelgesellschaft als Hotel betrieben wird.

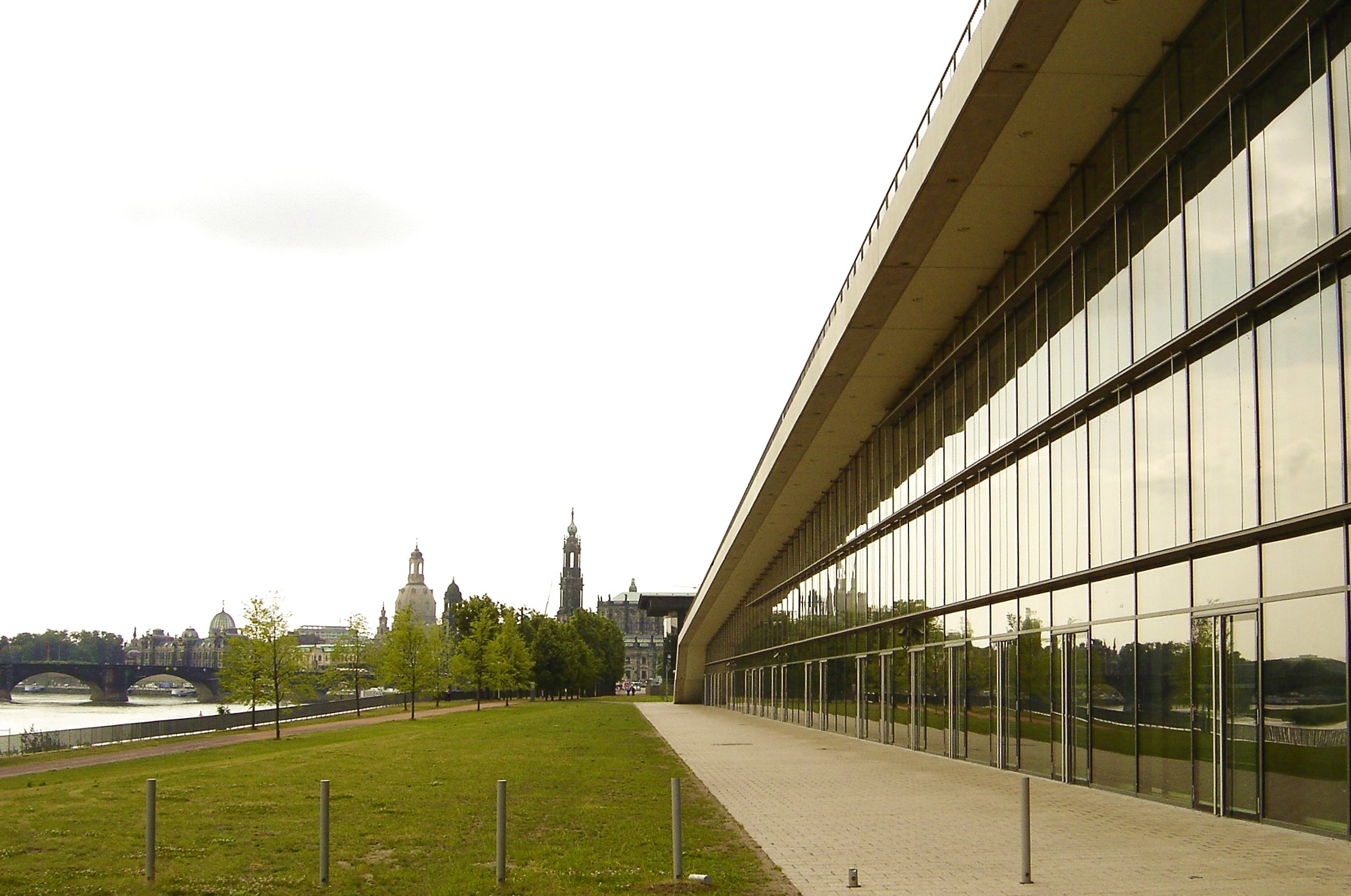
Abschluss der Terrasse am und auf dem Kongresszentrum und Blick auf die historische Innenstadt

Das neueste Gebäude ist das Internationale Kongresszentrum, das einen Komplex mit dem Hotel im Erlweinspeicher bildet und ebenfalls von Maritim betrieben wird. Es besitzt eine ansteigende Dachterrasse, die den Abschluss aller Dresdner Terrassen darstellen soll. Auch dieses Bauwerk, dessen geschwungene Fassade die Flussbögen der Elbe aufnimmt, wird durch einen hohen Glasanteil geprägt. Es gilt als Vorbild der Integration von modernen oder postmodernen Gebäuden in Stadtsilhouetten und -ansichten, insbesondere dann, wenn sie wie in Dresden durch das Dresdner Elbtal geschützt sind.

### Bezüge zur Brühlschen Terrasse
Einige Teile der Neuen Terrasse nehmen Bezug zur Brühlschen Terrasse. Diese liegt auf den nördlichen Bauwerken der alten Stadtfestung Dresdens und somit erhöht über dem Terrassenufer, einer wichtigen Durchfahrtsstraße. Ein Element der Brühlschen Terrasse, das sich wiedererkennen lässt, ist der Aufgang am Kongresszentrum in Form einer breiten Freitreppe. Diese Freitreppe führt zu einer breiten freizugänglichen Dachterrasse, die nach Norden hin ansteigt. Ein weiteres Motiv der Brühlschen Terrasse sind die in Gruppen arrangierten Bäume vor dem Landtag, wie sie auf der Brühlschen Terrasse in Höhe des Ständehauses angelegt wurden.

## Hochwasser

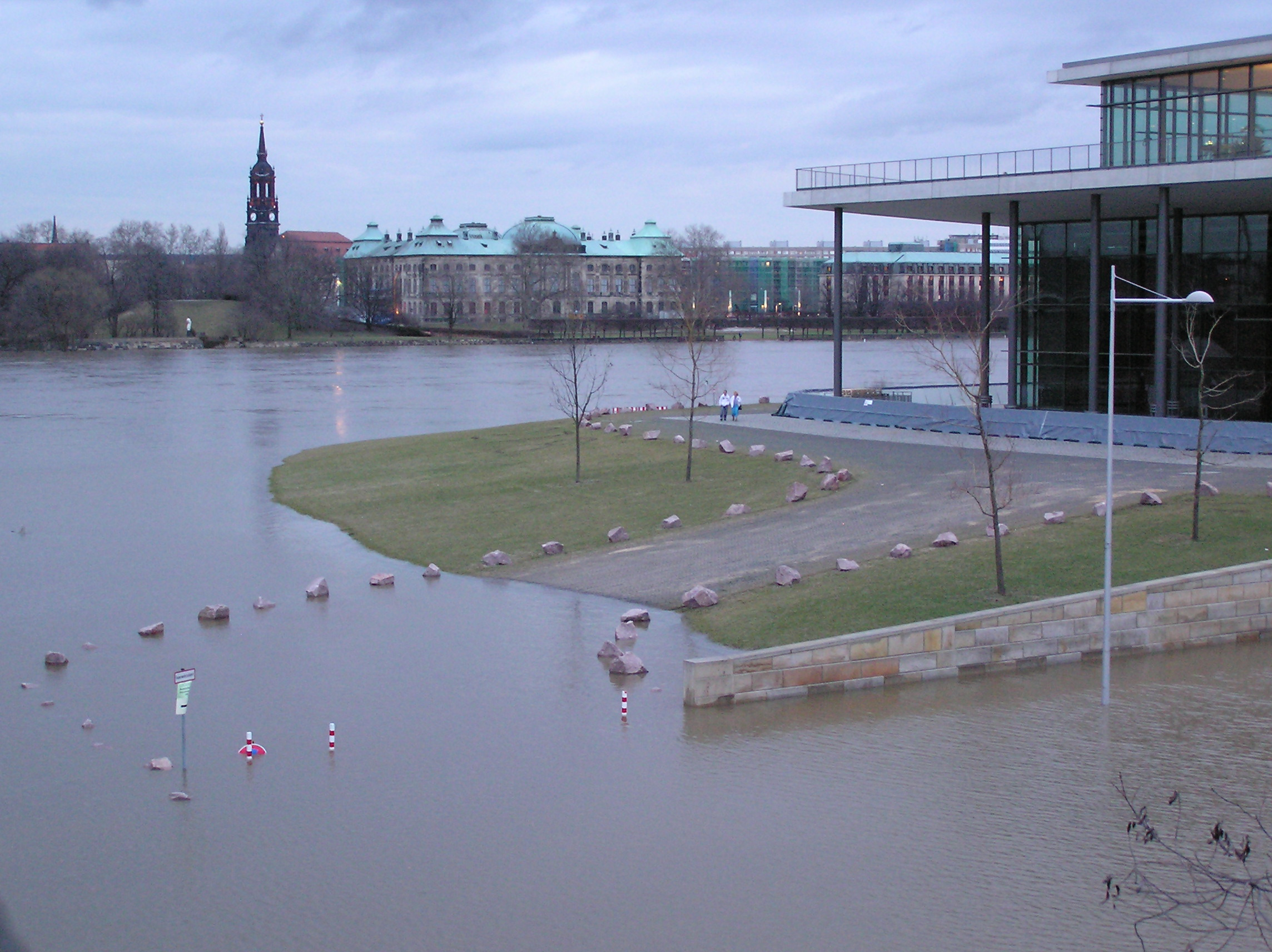
Kongresszentrum im Hochwasser

Die Neue Terrasse befindet sich auf einem Vorwerk der alten Stadtfestung. Dresdens älteste Teile liegen sowohl auf der Altstädter als auch auf der Neustädter Elbseite erhöht. Diese Teile sind auch vor starken Hochwassern der Elbe geschützt. Die Neue Terrasse liegt tiefer und wird so bei starken Elbhochwassern überschwemmt. Der Bernhard-von-Lindenau-Platz wurde 2002 auch von der Weißeritz erreicht, die in jenem Jahr am nordwestlichen Ende der Neuen Terrasse in die Elbe floss. Etwas weiter elbabwärts befand sich vor dessen Umleitung die Mündung des Erzgebirgsflusses.
Vor allem das Kongresszentrum wird durch eine Spundwand als Einzelobjekt vor Hochwassern geschützt. Bei etwa 7,50 m (also dem etwa 3,75-fachen Normalstand) wird die 2 m hohe Wand noch nicht erreicht (siehe Foto). Die der historischen Innenstadt näheren Gebäude liegen immer weiter erhöht.